# Église Saint-Médard de Charbuy
L'église Saint-Médard est une église catholique située à Charbuy, en France.

## Localisation
L'église est située dans le département français de l'Yonne, sur la commune de Charbuy.

## Historique
L'église Saint-Médard a été construite au xve siècle associant des éléments romans et gothiques.
L'édifice est classé au titre des monuments historiques en 1923 et 1932.